# Мариновци (област Габрово)
Вижте пояснителната страница за други значения на Мариновци.
Марѝновци е бивше село в Община Севлиево, област Габрово, Северна България.

## География
Село Мариновци се намира в планински район.

## История
На 23 март 2013 г. село Мариновци е присъединено към село Млечево.

## Население
| Мариновци                                    | Мариновци | Мариновци | Мариновци | Мариновци | Мариновци | Мариновци | Мариновци | Мариновци | Мариновци | Мариновци | Мариновци | Мариновци | Мариновци |
| -------------------------------------------- | --------- | --------- | --------- | --------- | --------- | --------- | --------- | --------- | --------- | --------- | --------- | --------- | --------- |
| година                                       | 1934      | 1946      | 1956      | 1965      | 1975      | 1985      | 1992      | 2001      | 2011      |           |           |           |           |
| население                                    | 334       | 306       | 288       | 187       | 139       | 106       | 74        | 59        | 36        |           |           |           |           |
| Източници: Национален статистически институт |           |           |           |           |           |           |           |           |           |           |           |           |           |